# Loggia del Lionello
La Loggia del Lionello è uno dei più antichi ed importanti edifici storici di Udine, eretto in piazza Libertà deve la sua denominazione a colui che ne fece ultimare la costruzione: Nicolò Lionello. Caratterizzata da una struttura maestosa e dall’eleganza dei suoi marmi, la Loggia divenne progressivamente simbolo della città. L'edificio risulta essere composto da due piani e caratterizzato da un rivestimento a fasce alternate di pietre rosa e bianche. La facciata principale presenta dieci arcate ubicate nella parte inferiore, mentre superiormente è presente una balconata centrale e due trifore laterali, arricchite con stemmi in pietra che richiamano la città di Udine. Lo stile dell’edificio, nel complesso, rimanda allo stile gotico veneziano. La parte superiore del lato settentrionale presenta una raffinata pentafora caratterizzata da una cornice a dentelli e tondi in pietra, raffiguranti momenti religiosi come l’Annunciazione, nonché bassorilievi degli evangelisti. La facciata maggiore è rivolta verso il colle del castello, la parte sinistra verso un gruppo di case, quella destra guarda via Mercatovecchio, mentre la parte posteriore costituisce il muro di fondo della Loggia. Quest'ultima si unisce alla piazza mediante un elegante ed ampia scalinata che occupa le due arcate centrali.

## Storia

### Origine

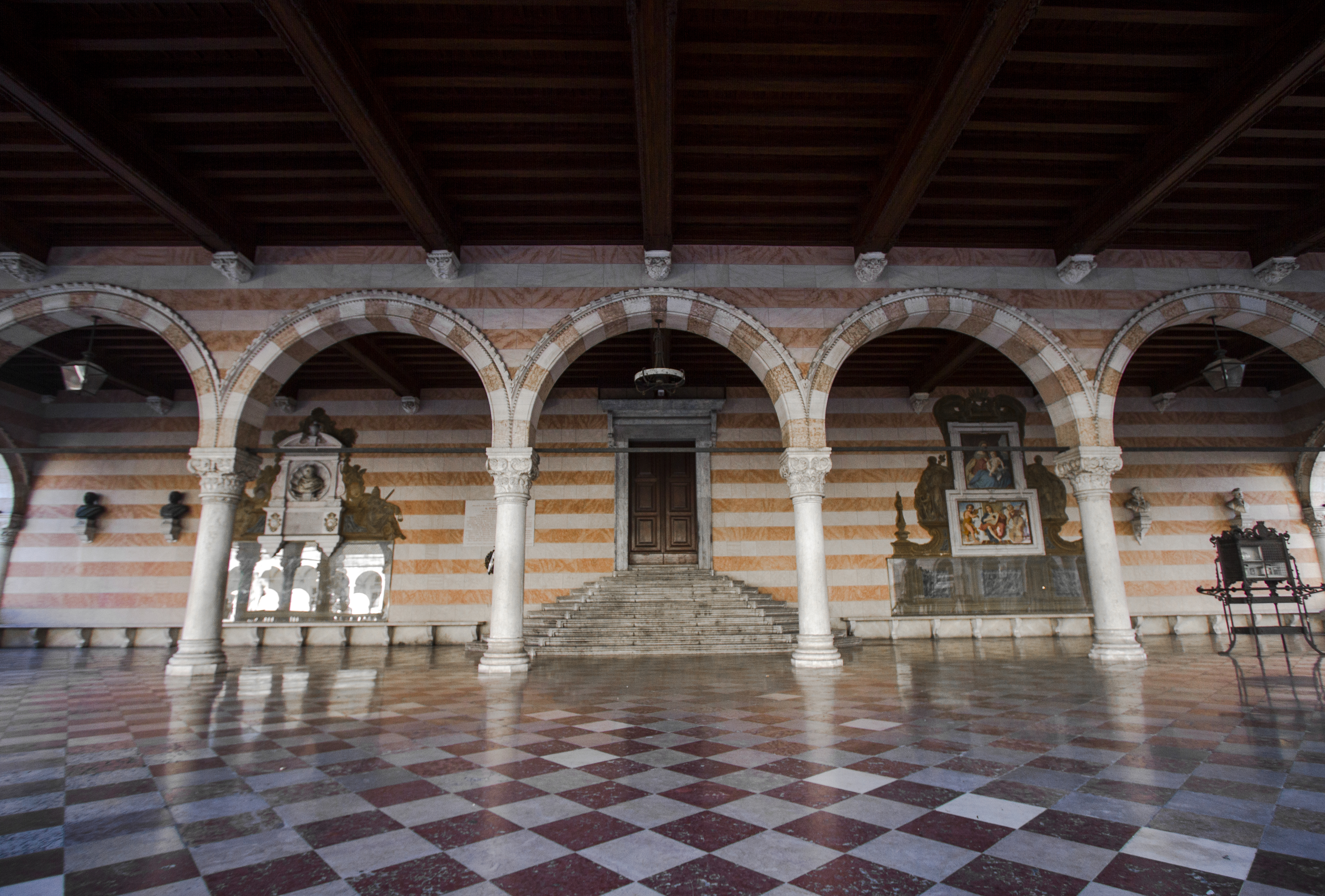
Entrata del Consiglio Comunale.

L’origine della loggia risale al 24 gennaio 1441, quando "in pleno consilio" venne proposta la costruzione di un nuovo palazzo comunale, poiché tutte le rinomate città vantavano la presenza di palazzi spettacolari in cui svolgere il Consiglio della città, mentre Udine non disponeva ancora di alcun edificio adibito a tale funzione. Fu, pertanto, il nobile deputato Nicolò Savorgnan a proporre la costruzione di questo nuovo palazzo comunale. Per finanziarne la realizzazione si stabilì di utilizzare tutto l’ammontare proveniente dal dazio sul pane ed il consenso del Consiglio, il 24 gennaio 1441, fu pressoché unanime. Fu però solo a partire dal luglio dell’anno successivo che iniziò l’approvvigionamento dei materiali. Al Comune venne affidato il compito di provvedere a fornire mattoni, legname e tutti i restanti materiali edili necessari alla costruzione, mentre la manodopera fu lasciata a cura dei maestri manovali del territorio. Il piano di lavoro fu di fatto modificato molteplici volte nel corso del tempo, soprattutto nel XVII secolo, quando nell’edificio in costruzione vennero effettuati consistenti ampliamenti, durati fino all’Ottocento, quando la Loggia fu tragicamente deturpata da un grave incendio. Nel 1448, anno che segna l’inizio dei lavori, vennero nominati quattro soprastanti alla fabbrica: Nicolò dei Bombeni, Raimondo della Torre, Giovanni Rainoldi e Nicolò Lionello. Queste personalità furono decisive per la prosecuzione dei lavori; tuttavia i giudizi sulle varie modifiche della Loggia condussero talvolta ad aspri conflitti: fu così che a metà dello stesso anno Lionello propose un nuovo progetto per la costruzione dell’edificio, sottoscritto da ventitré Consiglieri Comunali. Una nuova fase di lavori nella Loggia iniziò alla fine del XV secolo, più precisamente il 20 marzo 1492, quando il Consiglio approvò l’acquisizione e l’integrazione delle case dietro la Loggia come proprietà comunali. Poco dopo il Consiglio deliberò l’abbattimento di tali case, definendo tale gesto come un atto necessario all’ingrandimento ed al miglioramento del Palazzo. Probabilmente fu la crescita dei bisogni della comunità a determinare la necessità di tali ampliamenti, infatti, l’edificio che si presentava alla fine XV secolo era molto diverso dall’immagine odierna.

### Lavori di ampliamento

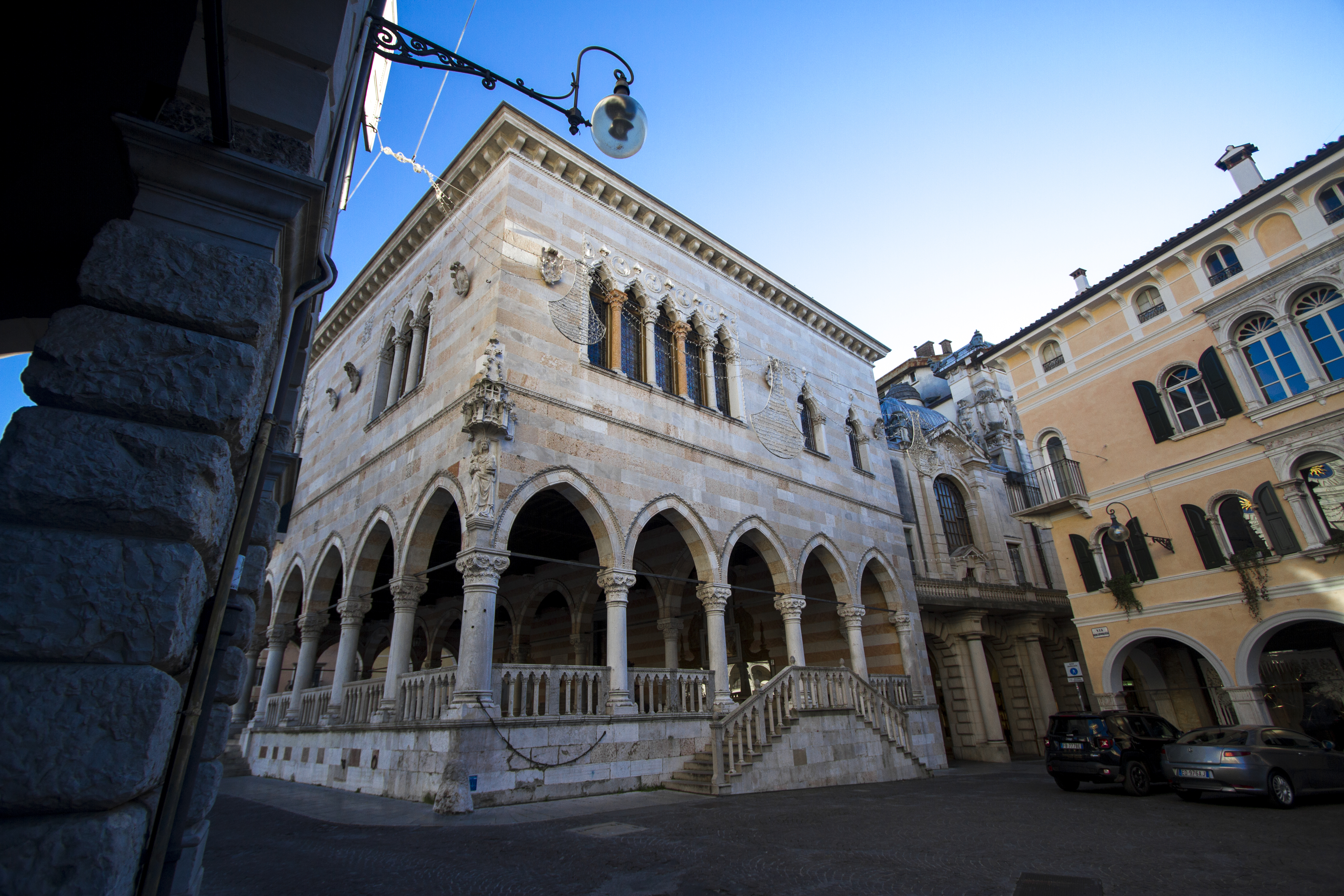
Scalinata della Loggia

Le modifiche di estensione ed abbellimento progettate da Pietro Lombardo miravano a trasformare la Loggia in un edificio indipendente, sia per quanto concerneva l'altezza che i piani sfasati. Altro elemento di spicco riguardava la sua copertura, autonoma rispetto al palazzo costruito da Bartolomeo delle Cisterne, su disegno di Nicolò Lionello. Durante la costruzione della Loggia, Lionello lavorò a stretto contatto con il “direttore dei lavori” Bartolomeo delle Cisterne che, nel 1448, fece scolpire da un lapicida di Venezia una statua raffigurante la Madonna. Motivo di tensione tra i fautori del progetto dell’edificio fu, però, la collocazione delle scale per accedere al piano superiore, probabilmente originariamente non previste, pertanto decisiva per la risoluzione della situazione fu la proposta del Lionello, prevedente la designazione delle scale all’esterno dell’edificio. Alla sua morte avvenuta nel 1462, la costruzione della Loggia era ultimata e la prima riunione del consiglio cittadino avvenne, infatti, all’interno dell’edificio, nel 1455.

### Terremoto e lavori di riparazione del 1500

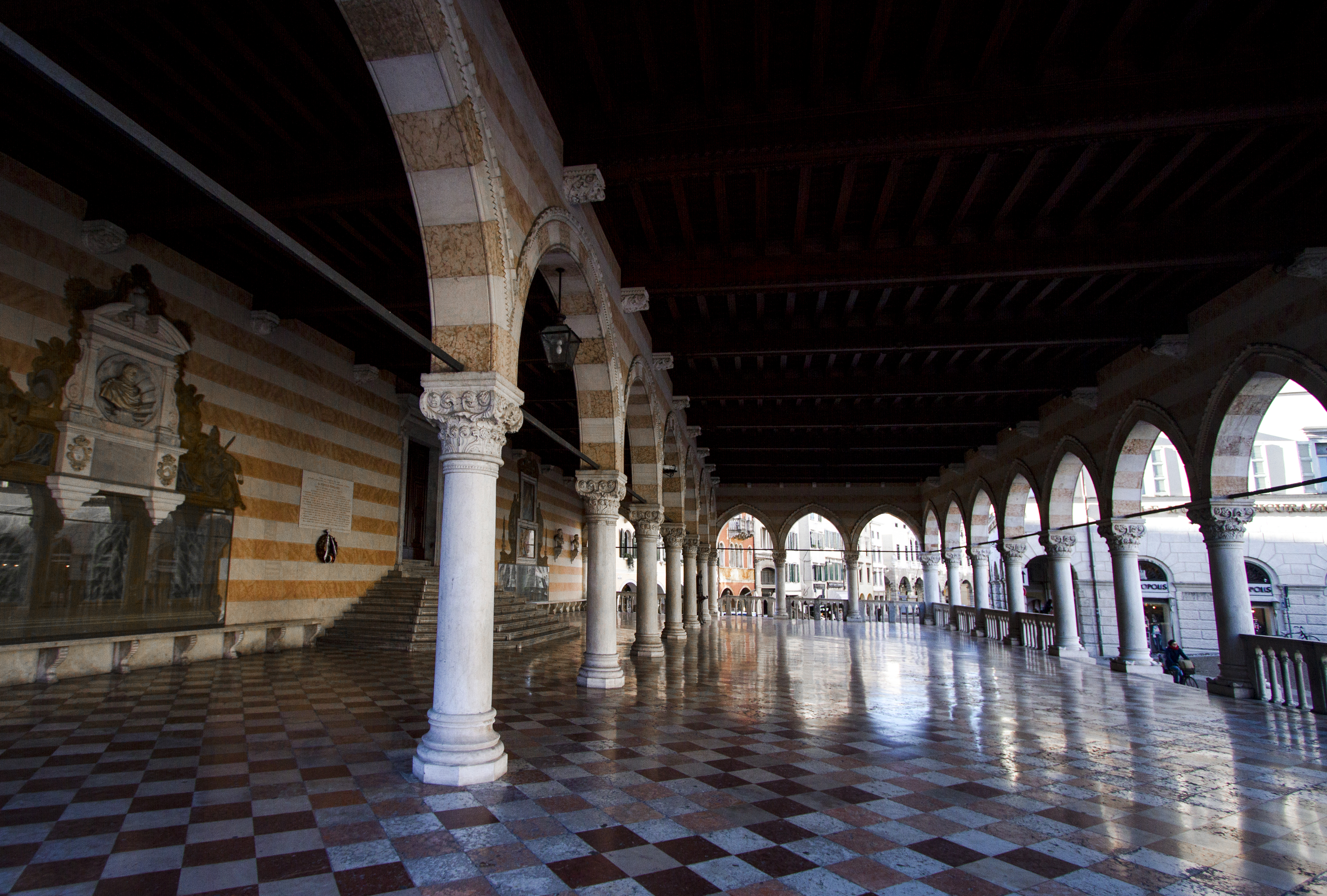
Prospettiva interna

Il secolo successivo iniziò con un grave terremoto che, il 26 marzo 1511, colpì il Friuli distruggendo numerose costruzioni tra cui la Loggia. Quest'ultima, che già presentava segni di usura causati da infiltrazioni d’acqua, divenne ancora più fatiscente. I lavori di riparazione furono avviati, però, solamente nel 1516 e le operazioni di restauro vennero affidate al luogotenente Leonardo Emo. Nel luglio 1521 la riparazione del tetto fu ultimata ma, già nel 1526, quest'ultimo risultava nuovamente da ricostruire e si decretò, pertanto, la necessità di ulteriori riparazioni indirizzate, nello specifico, sia al tetto che al soffitto della Loggia. Nel 1555 si decise per la costruzione della scala con annessa una nuova porta e venne promosso il progetto di un nuovo scalone, tradizionalmente detto del Sansovino, ad opera di Giovanni da Udine. I tempi per la realizzazione furono, tuttavia, dilatati a causa di un'epidemia di peste che colpì il territorio nel 1556, causata dalla precedente carestia. Lo scalone, quindi, fu terminato soltanto nel 1559, mentre la porta di accesso al nuovo scalone, si presume sia stata conclusa all’incirca tre anni prima, mentre risale al XVII secolo un ulteriore documento riguardante la Loggia attestante la necessità di ulteriori riparazioni mirate al tetto. Nello stesso periodo venne riscontrato anche uno stato di degrado della sala superiore della Loggia, derivante dall'utilizzo per fini ludico-teatrali. Si decise, pertanto, di vietarne l’uso per le rappresentazioni poiché, dopo ogni stagione teatrale, la Sala necessitava di riparazioni a causa dei danni riportati. Successivamente, il 22 settembre 1642, venne pattuito un contratto con il maestro Pietro Bagatella, tagliapietre di Venezia, per l'affido dei lavori di costruzione delle arcate. Dal testo dell’accordo si evinse che entro un anno sarebbero dovute essere innalzate nove colonne delle dodici previste nel progetto finale. Elemento di spicco fu l'attenzione posta al fatto che le basi ed i capitelli occorreva fossero identici alle altre colonne presenti nella Loggia.

### Incendio

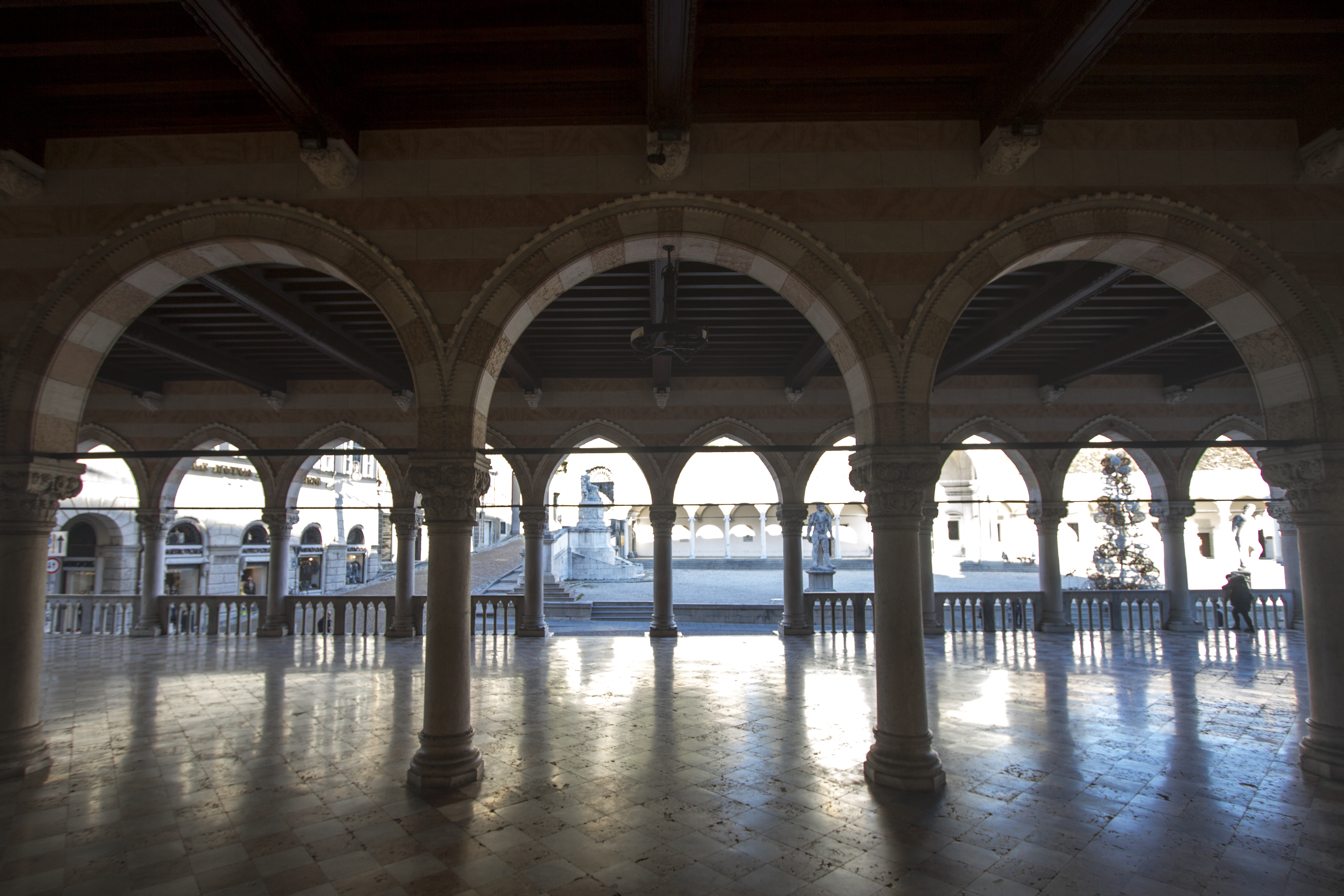
Arcate della Loggia

Nel 1685 la Loggia fu danneggiata da un incendio causato dai fuochi per le vittorie riportate dalla Repubblica della Serenissima contro i Turchi nel Peloponneso ed andarono, così, perduti per sempre tutti gli arredi infiammabili. Il progetto per la sua ricostruzione, nel complesso, portò novità poco rilevanti e riguardanti, nello specifico, una diversa suddivisione del piano superiore in cui la Sala Consiliare fu disposta in linea con “Piazza del Vino” poiché vi era maggiore luminosità. Successivamente il dipinto del Pordenone fu poi sostituito con un dipinto di Giuseppe Ghedina, raffigurante la Madonna con il Bambino. Per quanto concerneva, invece, la volontà di evitare nuovamente il rischio di incendi, il Consiglio approvò l’atto proibente l’affitto nei pressi dell’edificio comunale. Negli anni seguenti furono, inoltre, sostituite dieci delle diciannove colonne ed i lavori di ripristino delle decorazioni esterne, dei serramenti, delle pareti e dei soffitti interni vennero effettuati in una seconda trance di lavori. Il restauro fu definitivamente concluso nel 1878.

### Affreschi e attività culturali

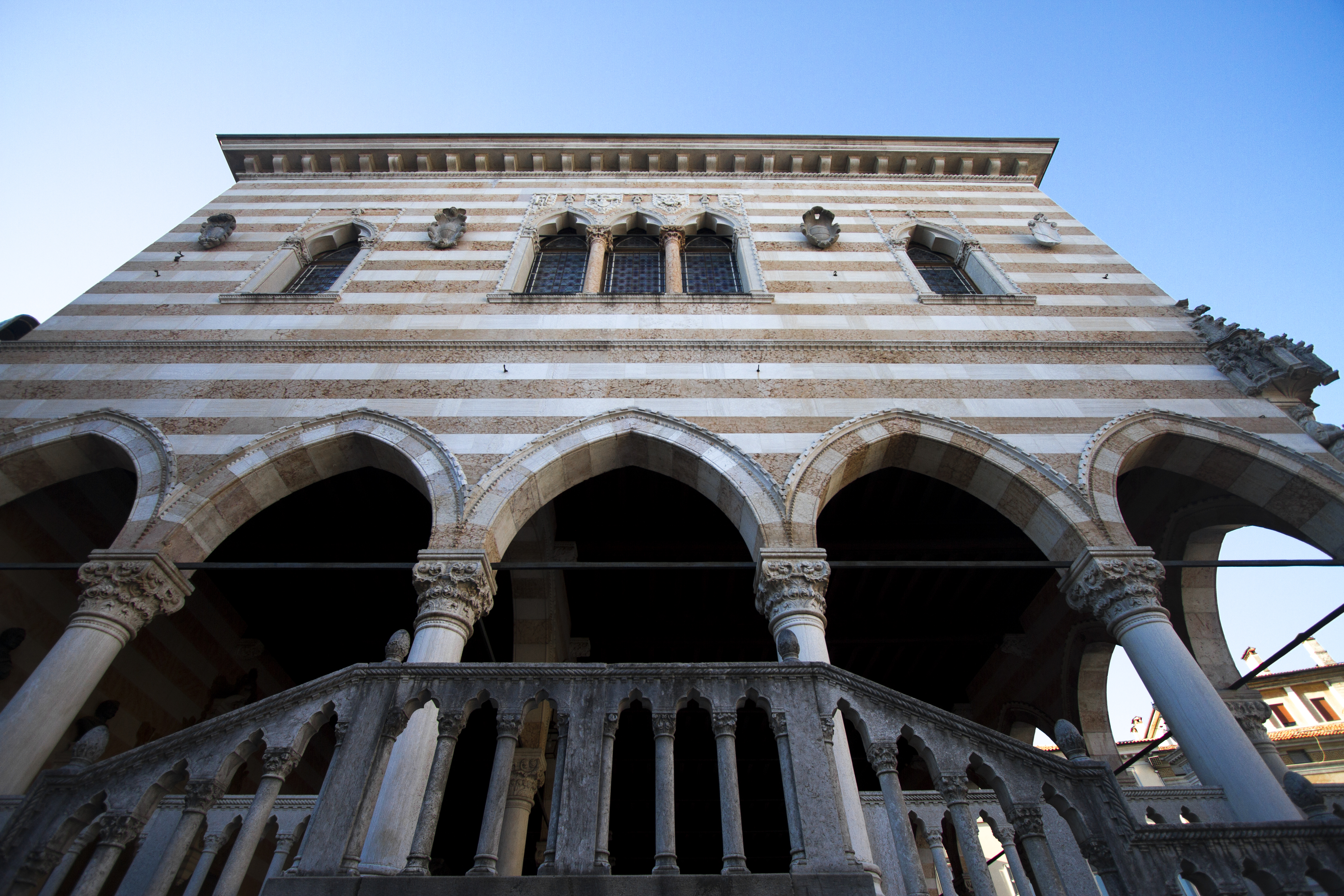
Facciata laterale sinistra della Loggia.

Avendo subito nel tempo svariate modifiche, la Loggia si presentava diversa da come possiamo osservarla oggi, in quanto si trattava di un edificio dalle dimensioni ridotte rispetto a quelle attuali, con una piccola stanza provvista di un camino al piano inferiore ed una stanza più grande per le riunioni al piano superiore; vi si potevano osservare, inoltre, numerose decorazioni e stemmi raffiguranti luogotenenti nonché alcuni momenti cruciali riguardanti la Serenissima Repubblica. Nel corso degli anni alla Loggia si aggiunsero altre importanti opere d’arte: gli affreschi di Nicolò da Venzone e Gaspare Negro ed, altresì, le vetrate colorate di Stefano di Settecastelli. Venne, inoltre, commissionato a Giovanni Antonio Pordenone, pittore di spicco del tempo, il dipinto della Madonna con il Bambino. La Loggia divenne così, progressivamente, luogo di visita di numerosi turisti. Per quanto concerneva le attività svolte in passato internamente all'edificio, si possono identificare diversi insegnamenti nonché corsi di ballo, teatro oppure discipline giuridiche od altre attività ludiche. Interessante osservare che in un'incisione del Settecento viene inoltre raffigurata una trave con una carrucola, emblema che, in determinati periodi, ebbero luogo in tale edificio anche torture con la corda.

## Descrizione

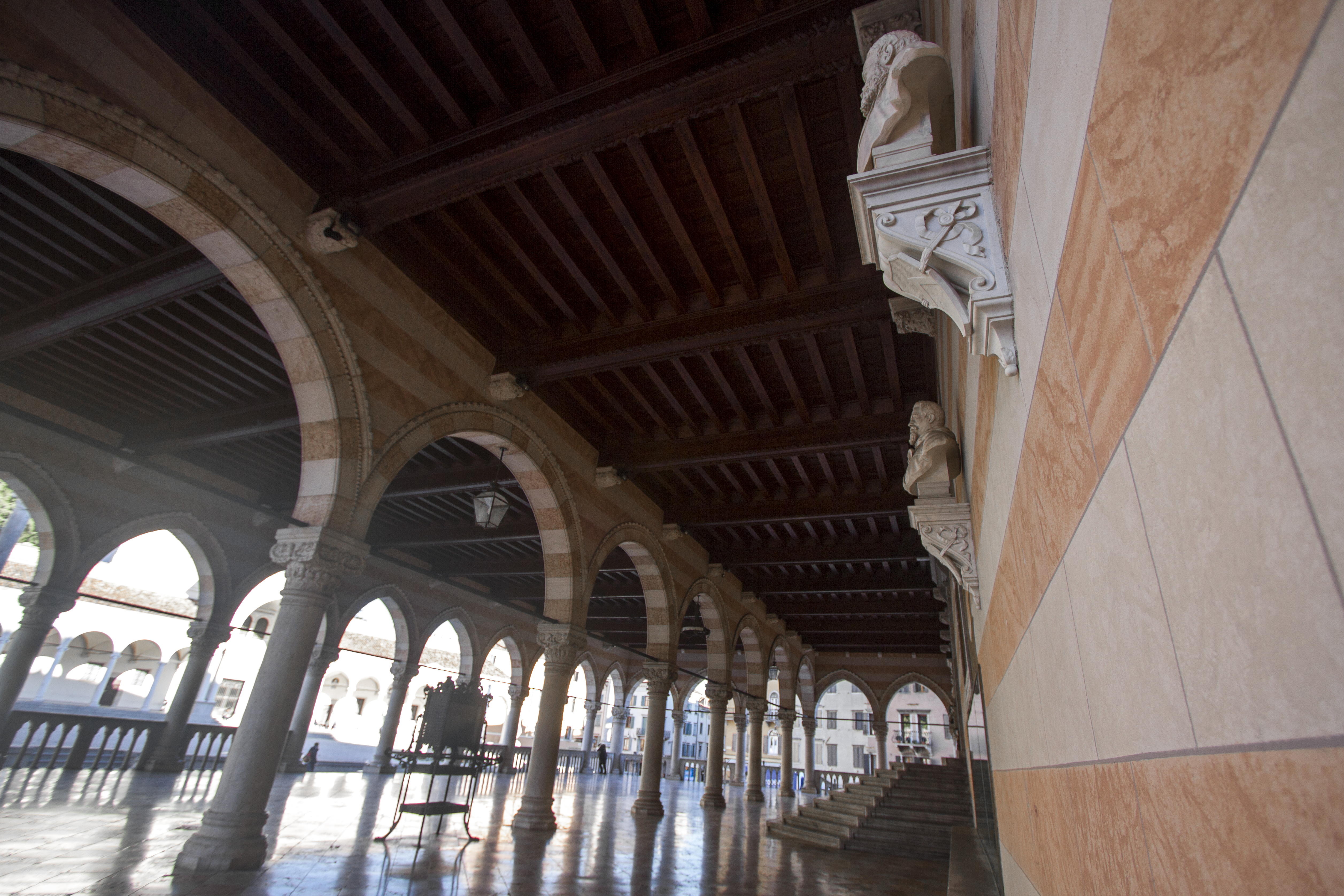
Colonne e capitelli della Loggia.

Oggi la Loggia del Lionello risulta un corpus unico con il Palazzo degli Uffici Municipali, opera dell’architetto Raimondo D’Aronco ed edificato al posto dell’antica cancelleria agli inizi del Novecento, al fine di soddisfare le esigenze dei cittadini. La Loggia del Lionello presenta una base a forma rettangolare che si estende per 18,50 metri in larghezza e 35,50 metri in lunghezza mentre, in altezza, si sviluppa per 15,20 metri. Quest'ultimo edificio, con le sue pietre bianche e rosa, costituisce l’elemento più imponente di Piazza Libertà. Al centro della facciata principale vi è posizionata una pentafora con balcone posta tra due trifore; altro elemento caratterizzante è senza dubbio la facciata che dà su Piazza della Libertà, accompagnata dalla scritta in stile gotico “UTINUM”, rappresentante il nome latino della città di Udine. Nell’angolo destro vi è l’opera di Bartolomeo Bon “la Madonna con Bambino” mentre sul versante opposto, nell’angolo sinistro, è collocata la raffigurazione di carattere allegorico riguardante la Patria del Friuli, firmata da Andrea Flaibani. Quest'ultima fu aggiunta nel 1877, dopo il restauro a seguito dell'incendio dell’anno precedente. Sulla facciata di destra, verso via Mercatovecchio, si trova un affresco dipinto nell’Ottocento da Giuseppe Ghedina ed ispirato alla precedente opera del Pordenone che venne anch'essa distrutta dal tragico incendio. Nella Loggia sono disposte anche altre opere di vario genere, le più importanti sono: i busti del luogotenente Nicolò Mocenigo, dello statista Quintino Sella e dei generali friulani Carlo Caneva e Antonio Baldissera, eroi della prima guerra mondiale, il termometro a spire bimetalliche di Arturo Malignani ed infine il contenitore per gli strumenti meteorologici in ferro battuto di Alberto Calligaris.

### Fonti
- A.Scala, Il Palazzo del Comune di Udine:relazione storica,artistica, illustrata, Milano, Rechiedei, 1878.
- D. Barillari, G. Bergamini, G. Bucco e L. Cargnelutti, Il Palazzo comunale di Udine:dalla Loggia di Nicolò Lionello all'opera di Raimondo D'Aronco, Udine, Senaus, 2010.
- A.Battistella, Udine nel secolo XVI, Udine, Doretti, 1932.
- A.Tempestini, Martino da Udine detto Pellegrino da San Daniele, Udine, Arti Grafiche Friulane, 1979.
- W.Wolters, La scultura veneziana gotica 1300-1460, Venezia, 1976.
- A.Scrocco, Arte in Friuli e Arte a Trieste, Udine, Arti Grafiche Friulane, 1989.
- C.Furlan, Il Pordenone, Milano, Electa, 1988.
- Comune di Udine, Archivum civitatis Utini: catastico e appendice, Udine, 1985.

### Approfondimenti
- G.D.Ciconi, Udine e provincia, Udine, Trombetti, 1862.
- G. Di Caporiacco, Udine. Appunti per la storia, Udine, Arti Grafiche Friulane, 1976.
- T.Altan, Udine in Friuli, Udine, Casamassima, 1982.
- A.Biasi, Il restauro ottocentesco della Loggia del Lionello a Udine, San Daniele del Friuli, Grafiche Buttazzoni, 1993.
- G.B Della Porta, Memorie su le antiche case di Udine, Udine, Istituto per l'Enciclopedia del Friuli-Venezia Giulia, 1984.
- G.Bergamini e P.Goi, La scultura, Udine.